# San Giorgio del Sannio
San Giorgio del Sannio là một đô thị ở tỉnh Benevento trong vùng Campania, có vị trí khoảng 60 km về phía đông bắc của Napoli và khoảng 9 km về phía đông nam của Benevento. Tại thời điểm ngày 31 tháng 12 năm 2004, đô thị này có dân số 9.785 người và diện tích là 22,3 km².
San Giorgio del Sannio giáp các đô thị: Apice, Calvi, Paduli, San Martino Sannita, San Nazzaro, San Nicola Manfredi.